# Institut indien de management de Calcutta
L'Institut indien de management de Calcutta est l'une des treize écoles à porter l'appellation Indian Institutes of Management (IIM). Elle compte parmi les meilleures écoles de commerce d'Asie.

## Histoire
Dans les années 1950, l'Inde a connu une croissance rapide et il est devenu difficile de trouver des directeurs compétents pour les entreprises publiques créées dans le cadre de la politique industrielle. Pour résoudre ce problème, le gouvernement invite le professeur George Robbins de UCLA afin d'aider à la mise en place d'écoles de management. Suivant ses recommandations, le gouvernement indien décide de créer des écoles de commerces baptisées Indian Institute of Management.
L'Indian Institute of Management de Calcutta fut le premier à être créé, le 13 novembre 1961, en collaboration avec le Massachusetts Institute of Technology, le gouvernement du Bengale-Occidentale et la fondation Ford.
Lors de ses premières années, d'éminents professeurs ont participé au développement de l'école, parmi lesquels Paul Samuelson, Jagdish Sheth, J K Sengupta, Peter S King et Thomas Hill.
L'institut compte parmi ses anciens élèves Indra Nooyi et Meena Ganesh.

## Académique
IIM-C est considéré comme l'une des trois meilleures écoles de commerce d'Inde et est particulièrement réputé pour ses cours de finance. Il compte aussi parmi les meilleures écoles de commerce d'Asie.
IIM-C est la seule école d'Inde à délivrer le master du CEMS, troisième meilleure master en management au monde d'après le classement du Financial Times.

## Campus

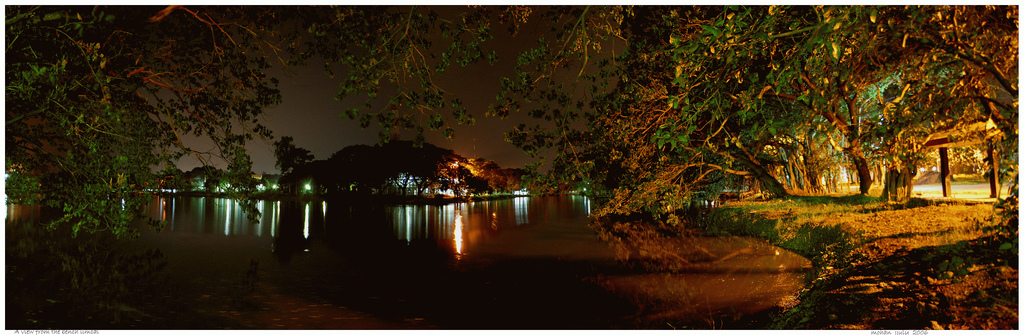
Un des 7 lacs la nuit

L'auditorium vue de nuit.

Le campus, dont la première pierre a été posée par Morarji Desai, est situé à Joka, à la sortie sud de Kolkata. Il est composé de bâtiments académiques, d'un auditorium, d'un centre de recherche en finance, d'un laboratoire en trading, d'un centre de management des ressources humaines ainsi que de la plus grande bibliothèque en management d'Asie.
De nombreuses associations étudiantes rythment la vie de l'école. On compte entre autres un club de conseil, de finance, de sports extrêmes, de musique, de danse, de théâtre et de cinéma.

### Intaglio
Depuis 1992, IIM Calcutta organise chaque année le sommet Intaglio, qui, durant trois jours offre des discussions et conférences d'importants industriels, académiciens et hommes politiques.
Des universités du monde entier participent aux concours et simulations qui ont lieu lors de l'événement. C'est le cas de la Harvard Business School, du MIT Sloan et de la Wharton School.